# Ifeanyi Emeghara
Ifeanyi Emeghara (n. 24 martie 1984, Lagos) e un fotbalist nigerian care a evoluat pe postul de fundaș lateral.

## Carieră
Nigerianul a debutat în fotbalul european la vârsta de 19 ani, pentru echipa sârbă de divizia a treia FK Teleoptik. A câștigat titlul de campion al Serbiei cu Partizan Belgrad, echipă care l-a vândut la FC Timișoara. A venit la Steaua în vara anului 2007 fiind primul african din istoria Stelei, și, după 4 ani cu multe accidentări în care a purtat numerele 13, 30 și 3 pe tricou, a părăsit echipa rămânând liber de contract. Nu a jucat pentru nici o echipă în 2012. În 2013 a ajuns la FK Qäbälä, unde a jucat patru meciuri.

## Performanțe internaționale
A jucat pentru Steaua București în grupele UEFA Champions League, contabilizând 5 meciuri în această competiție.

## Titluri
| Sezon     | Club             | Titlu             |
| --------- | ---------------- | ----------------- |
| 2004-2005 | FK Partizan      | Superliga Serbiei |
| 2010-2011 | Steaua București | Cupa României     |